# Aunque tú no lo sepas
Aunque tú no lo sepas és una pel·lícula espanyola del 2000 dirigida per Juan Vicente Córdoba, autor també del guió, inspirat en una narració d'Almudena Grandes.

## Argument
Lucía (Sílvia Munt), una atractiva dona d'uns 40 anys sent que se li bolca el cor en creuar-se amb un home, Juan (Gary Piquer), en uns grans magatzems. Sense dubtar-ho decideix seguir-ho fins a la seva casa, la mateixa casa on, 25 anys enrere, mentre el franquisme donava els seus últims espertenecs, Juan va veure per primera vegada a Lucía i es va enamorar d'ella. Llavors tenien 17 anys i van inventar un llenguatge comú a través dels seus balcons.

## Repartiment
- Sílvia Munt...	Lucía
- Gary Piquer...	Juan
- Andrés Gertrúdix...	Juan Joven
- Cristina Brondo...	Lucía Joven
- Daniel Guzmán...	Santi Joven
- Luisa Gavasa 	...	Madre Juan
- Emilio Linder	 ...	Padre Juan
- Txema Blasco…	Benito
- Darío Paso ...	Kike
- Eloy Azorín	...	Nacho

## Comentaris
El relat de la joventut dels personatges recorda a la pel·lícula Breu film sobre l'amor, de Krzysztof Kieślowski. Va ser la segona pel·lícula com a director de Còrdova, sent la primera el curtmetratge Entrevías de 1995.

## Premis
Medalles del Cercle d'Escriptors Cinematogràfics
| Categoria           | Candidats                                                                                            | Resultat   |
| ------------------- | --- | ---------- |
| Millor guió adaptat | Juan Vicente Córdoba Col·laboradors: Antonio Conesa María Reyes Arias José Manuel Benayas Rafa Russo | Guanyadors |